# Amtssachverständiger
Amtssachverständige sind in Österreich als Organe einer Verwaltungsbehörde tätig (Verwaltungsorgane), wenn der Behörde selbst das entsprechende Fach- oder Sachwissen fehlt.
In Österreich kann, wenn die Aufnahme eines Beweises durch Sachverständige notwendig ist, von der Behörde ein dieser Behörde beigegebener oder zur Verfügung stehender amtlicher Sachverständiger (Amtssachverständiger) beigezogen werden (z. B. ein bei der Behörde beschäftigter Elektrotechniker zur Beurteilung der elektrotechnischen Anlage einer Seilbahn)
Wenn
- einer Behörde kein solcher Sachverständiger beigegeben ist oder
- eine bestimmte Person außerhalb der Behörde ein vertieftes Fachwissen aufweist, welches von der Behörde benötigt wird, oder
- durch die Beiziehung einer bestimmten Person außerhalb der Behörde  eine wesentliche Verfahrensbeschleunigung erreicht werden kann,

kann die Behörde auch solche nichtamtliche Sachverständige heranziehen.
"Die Heranziehung ist jedoch nur zulässig, wenn sie von demjenigen, über dessen Ansuchen das Verfahren eingeleitet wurde, angeregt wird und die daraus entstehenden Kosten einen von dieser Partei bestimmten Betrag voraussichtlich nicht überschreiten."
Die Behörde kann die Beweisaufnahmen auch "durch ersuchte oder beauftragte Verwaltungsbehörden oder einzelne dazu bestimmte amtliche Organe vornehmen lassen oder durch sonstige Erhebungen ersetzen oder ergänzen. Insbesondere können Amtssachverständige außer dem Fall einer mündlichen Verhandlung mit der selbständigen Vornahme eines Augenscheines betraut werden.“ „Die Gerichte dürfen um die Aufnahme von Beweisen nur in den gesetzlich besonders bestimmten Fällen ersucht werden."
Den Parteien im Verwaltungsverfahren steht es frei, auf eigene Kosten einen Privatsachverständigen zu beauftragen, um sich das entsprechende Fachwissen zu verschaffen und im Verfahren argumentieren zu können. Die Privatsachverständigen sind jedoch keine Sachverständigen im Sinne des Allgemeines Verwaltungsverfahrensgesetz. Deren (Privat)Gutachten kann jedoch der Behörde als Gegenbeweis entgegengehalten werden, um die eigene Rechtsposition zu unterstützen.
Die Haftung des Amtssachverständigen richtet sich grundsätzlich nach dem Amtshaftungsgesetz.
Im Gegensatz zu Gerichtssachverständigen (allgemein beeideten und gerichtlich zertifizierten Sachverständigen) unterliegen Amtssachverständige – die meist zugleich Behördenmitarbeiter sind – nicht strengen und verpflichtenden Regelungen über die Unabhängigkeit, Objektivität und Unparteilichkeit sowie der Anzeigeverpflichtung über eine mögliche Befangenheit.